# Drobné trampotky Petříka Sobotky
Drobné trampotky Petříka Sobotky je československý animovaný televizní seriál z roku 1983 vysílaný v rámci Večerníčku. Poprvé byl uveden v srpnu téhož roku. Režisérem seriálu byl Jaromír Červený.
Seriál vyrobilo Studio Prométheus Ostrava.
Bylo natočeno 7 epizod.

## Seznam dílů
1. Jak onemocněl knírem
2. Jak ho léčili
3. Jak byl na lovu
4. Jak byl kominíkem
5. Jak málem byl parádním číslem
6. Jak polepšil Voráčka
7. Jak šel do školy